# Dalston (stacja kolejowa)
Dalston – stacja kolejowa w mieście Dalston w Kumbrii na linii kolejowejh Cumbrian Coast Line.

## Ruch pasażerski
Ze stacji korzysta ok. 269.630 pasażerów rocznie i ma tendencję wzrostową (dane za rok 2007). Posiada bezpośrednie połączenia z  Carlisle i Barrow-in-Furness. Pociągi odjeżdżają ze stacji w każdym kierunku odstępach co najwyżej dwugodzinnych w każdą stronę.

## Obsługa pasażerów
Stacja nie dysponuje parkingiem samochodowym ani rowerowym. Odprawa podróżnych odbywa się w pociągu.